# راي فينتورا
راي فينتورا (بالفرنسية: Ray Ventura)‏ هو عازف جاز فرنسي، ولد في 16 أبريل 1908 في الدائرة التاسعة في باريس في فرنسا، وتوفي في 29 مارس 1979 في ميورقة في إسبانيا.

## وصلات خارجية
- راي فينتورا على موقع IMDb (الإنجليزية)
- راي فينتورا على موقع ميوزك برينز (الإنجليزية)
- راي فينتورا على موقع ديسكوغز (الإنجليزية)
- راي فينتورا على موقع قاعدة بيانات الفيلم (الإنجليزية)